# Vliegpark Vlissingen
Vliegpark Vlissingen, ook wel genoemd vliegveld Vlissingen of vliegveld Souburg, is een voormalig vliegveld op Walcheren, in de Nederlandse provincie Zeeland. Het lag vroeger ten noorden van Vlissingen (Google Earth 51°27'41"N 3°35'23"E) en werd aan oostelijke zijde begrensd door het Kanaal door Walcheren. Het werd tijdens de Tweede Wereldoorlog verwoest.
Op de plek van het voormalige vliegveld Vlissingen werd na de oorlog de wijk Westerzicht gebouwd.

## Ontstaansgeschiedenis
Van 22 tot 30 juli 1911 organiseerde een Vlissings vliegcomité een vliegweek. Uitvalsbasis voor dit festijn was het Midden Reduit, tussen Vlissingen en Souburg. Het Midden Reduit, een oude versterking uit de Napoleontische tijd, werd daarvoor door de Koninklijke Landmacht gebruikt als militair exercitieterrein. Tijdens de vliegweek kwamen er drie vliegeniers in actie, te weten: Heinrich van de Burg met een Darioli-monoplaan, Jan van Bussel (Duitsland), met een tweezits Blériot XI en Adriaan Mulder met een tweezits Sommer-biplaan. Het is het begin van het vliegveld en dat van de luchtvaartgeschiedenis van Vlissingen.
Tijdens de Eerste Wereldoorlog bleef Nederland neutraal, er was echter wel degelijk de dreiging van oorlog. Vanwege de mobilisatie in 1914 besloot de Koninklijke Marine dat er in de buurt van de marinebasis in Vlissingen een vliegkamp moest komen. In 1916 nam de marine het vliegveld in Vlissingen over van de landmacht en werd het gebied uitgebreid tot 30 hectare. Er werd een marinevliegtuig gestationeerd, waarvoor een eenvoudige houten loods werd gebouwd. Het gebeurde in die oorlogsjaren regelmatig dat vliegtuigen verdwaalden en boven Zeeland terechtkwamen. Daarom werd het vliegveld al snel aangewezen als plek voor vliegtuigen om noodlandingen te maken en voor de voorlopige opslag van neergekomen vliegtuigen. De marine had plannen voor de bouw van een vliegtuigloods en deze waren reeds aanbesteed, toen in november 1918 de wapenstilstand werd gesloten en de Eerste Wereldoorlog eindigde. Hierdoor verdween de interesse in het vliegveld, dat onder beheer van het departement van Waterstaat kwam te staan.

## Commerciële luchtvaart
Toen Carel Albert van Woelderen in 1919 aantrad als burgemeester van Vlissingen, wilde hij de economie van de stad vergroten op basis van drie pijlers: toerisme, de havens en de industrie. Het vliegveld nam binnen dit beleid nam een belangrijke rol in, het stelde in die tijd echter nog niet veel voor. Voorzieningen waren er nauwelijks en in die eerste jaren gebeurde er ook weinig met het terrein. In 1922 kwam daar verandering in, toen op 12 mei van dat jaar een vliegtuig van de KLM een noodlanding moest maken op het vliegveld. Ondanks dat de noodlanding goed afliep, besloot men dat het zo niet langer kon.
Na de noodlanding werd zodoende begonnen met het opbouwen van het vliegveld. In 1926 werd het beschikbaar voor algemeen luchtverkeer, wat de weg opende voor commerciële luchtvaart. Eind jaren twintig lag er een vliegveld dat voldeed aan de eisen van die tijd. Er was een vliegtuigloods, een nachtwindwijzer met neonbuizen, vaste landingslichten, een stationsgebouw met douanekantoor en een restaurant met terras.
Op 1 juli 1931 opende de KLM haar eerste binnenlandse lijndienst Rotterdam-Haamstede v.v. Het plan voor binnenlandse vluchten stamde reeds uit 1920, maar door de economische depressie van de jaren twintig was het er niet eerder van gekomen om dit te verwezenlijken. Hierna werden er nog enkele luchtlijnen geopend en op 2 mei 1932 werd de Zeeuwse luchtlijn Rotterdam-Haamstede v.v. verlengd tot Vlissingen (en een jaar later door getrokken tot Knokke). Meteen werd het vliegveld uitgebreid tot 52 hectare en het vliegverkeer dat het vliegveld aandeed groeide gestaag. In 1937 landden er bijna 1900 vliegtuigen, waarvan er 770 voor de KLM vlogen.

## Tweede Wereldoorlog[1]

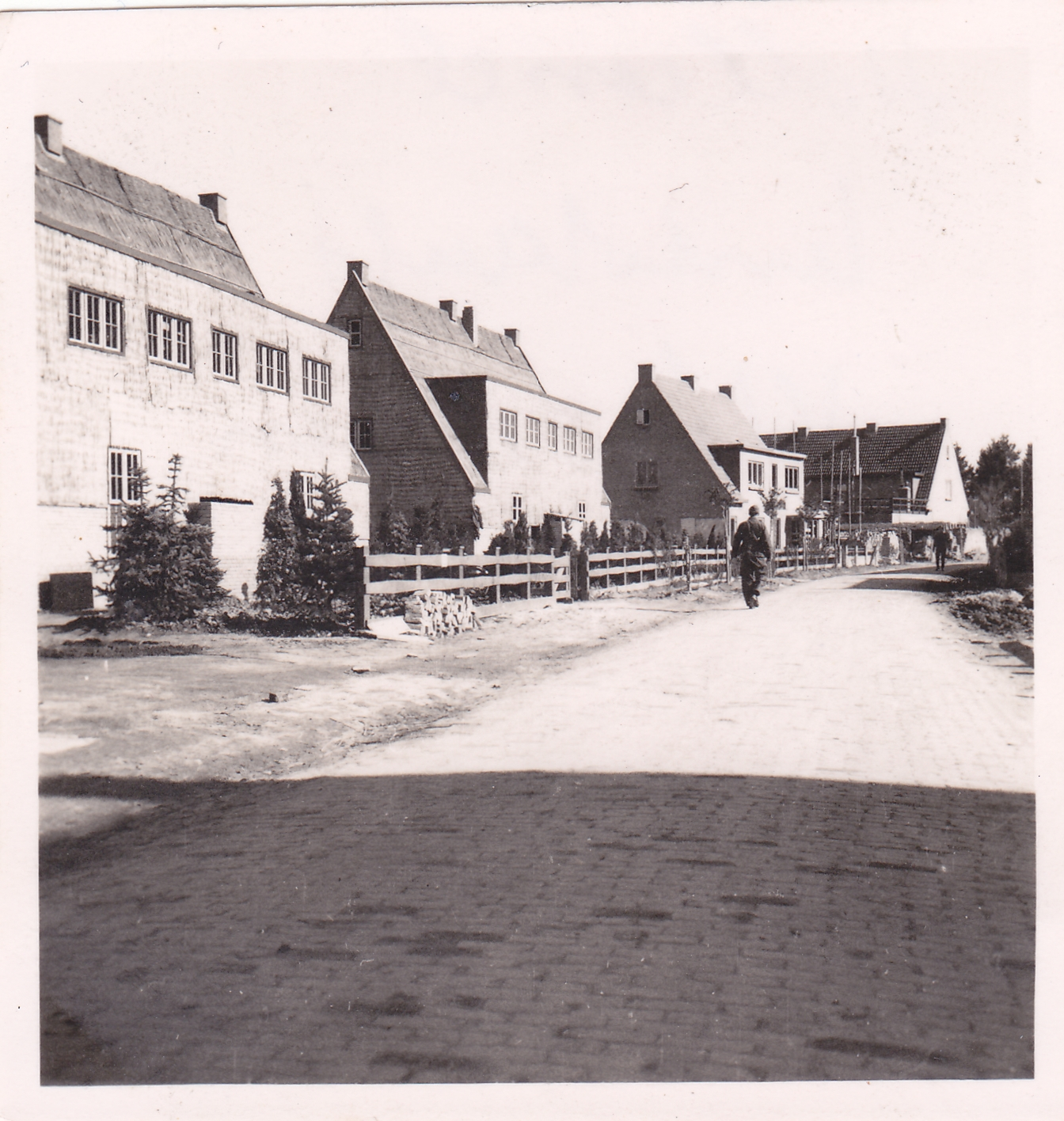
Op vliegveld Vlissingen waren een aantal als woonhuis gecamoufleerde militaire barakken te vinden.

Vanwege de groeiende oorlogsdreiging en de mobilisatie van de krijgsmacht stopten op 22 augustus 1939 alle binnenlandse luchtdiensten. Tijdens de mobilisatie had het Wapen der Militaire Luchtvaart (de voorloper van de Koninklijke Luchtmacht) de elementaire vliegopleiding naar het vliegveld Vlissingen verplaatst en werden 26 lesvliegtuigen op het vliegveld gelegerd. 11 Fokker S-IV’s en 15 Fokker S-IX’s. Er was onvoldoende ruimte voor deze vliegtuigen, dus werden vier houten noodhangars gebouwd en een vliegtuigtent opgezet. De vliegtuigen die daar niet in konden werden in de boomgaard aan de rand van het veld opgesteld.
Op 10 mei 1940 werd het vliegveld rond 04:00u aangevallen door Messerschmitt Bf 110's die lichte schade aanrichtten. Ook een luchtaanval later op de dag veroorzaakte minimale schade want de twee startbanen bleven tot de latere evacuatie beschikbaar. In de loop van de morgen landde nog de beschadigde Fokker T.V bommenwerper nr 858; deze kwam daarna niet meer in actie.
In de loop van 11 mei 1940 arriveerde een Franse eenheid ter verdediging van het vliegveld en 's avonds kreeg men een luchtaanval met brandbommen te verwerken.
Op 12 mei 1940 was er opnieuw een luchtaanval die ditmaal meer schade aanrichtte. Er werd een autocolonne samengesteld voor evacuatie van grondpersoneel maar verder gebeurde niets. Vanwege de grote onzekerheid was het een zenuwslopende dag.
Ook 13 mei 1940 was zenuwslopend. Voor het eerst werd in de verte Duitse infanterie gezien en kort daarop werd het veld een paar keer door Messerschmitt Bf 109’s beschoten.
Op 14 mei 1940 kwam in de loop van de morgen uiteindelijk het evacuatiebevel. De autocolonne vertrok en tegen het middaguur daarop ook 23 toestellen onder bevel van Kapitein-vlieger H. Nieuwenhuis; drie stuks bleven achter. Het vertrek ging groepsgewijs met twee à drie vliegtuigen per keer, zonder radioverbinding en zonder kaarten en telkens met vijf minuten interval. Er was afgesproken om op 200m hoogte naar Berck-sur-Mer in Frankrijk te vliegen. Later bleek dat 20 toestellen hierin slaagden; een was echter ernstig beschadigd.
Op 15 mei 1940 vertrokken 19 toestellen op een mondelinge routebeschrijving naar Chartres. In de snel opkomende mist verdwaalden ze echter en bereikten ze diverse andere bestemmingen. Uiteindelijk bleek op 16 mei dat 17 toestellen Caen hadden weten te bereiken en twee dagen later kwam ook de autocolonne daar aan. Op 20 mei kwamen daar nog tien officieren en 47 onderofficieren van vliegveld Haamstede bij.
Op 22 mei 1940 kreeg het detachement opdracht per trein naar Cherbourg te gaan om naar Engeland te worden ingescheept. Bij aankomst in Cherbourg voegde zich nog een groep van 51 Nederlandse infanteristen bij hen zodat het detachement nu 280 man groot was, inclusief 21 officieren.
Op 24 mei kreeg Kapitein-vlieger Nieuwenhuis echter te horen dat een Engels detachement in hun plaats zou worden geëvacueerd.
Op 25 mei belde hij tevergeefs met het Nederlandse gezantschap in Parijs. Hij kreeg een dag later van de Engelse havencommandant echter de verzekering dat het schip de Batavier II zijn groep op zou halen.

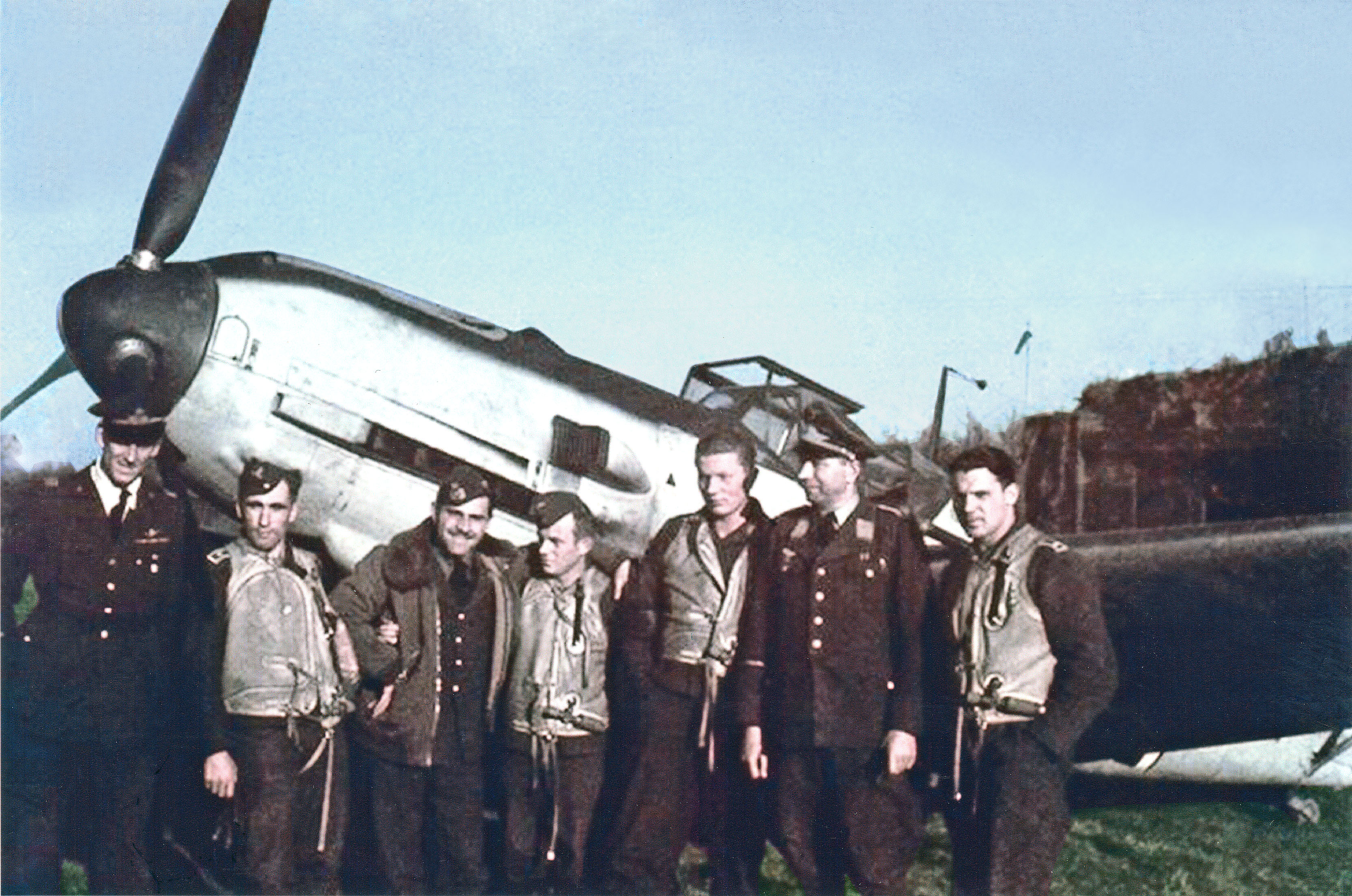
Duitse en Italiaanse jachtvliegers voor een Messerschmitt Bf 109 op vliegveld Souburg

Op 29 mei 1940 liep de Batavier II geëscorteerd door de mijnenveger Hr.Ms. Jan van Gelder binnen en binnen een paar uur was het detachement aan boord. De volgende ochtend werd al zigzaggend koers gezet naar Milford Haven waar het detachement op 31 mei 1940 aan wal ging.
Na de Nederlandse overgave werd het vliegveld in gebruik genomen door de Luftwaffe, die het landingsterrein uitbreidde. De initiële RAF-bombardementen richtten nauwelijks schade aan maar kostten de Luftwaffe wel verschillende bommenwerpers. Tot februari 1941 vlogen Luftwaffe-eenheden, vaak detachementen van vliegveld Haamstede, in samenwerking met de Corpo Aero Italiano (CAI) patrouilles boven het Nederlandse kustgebied. Zij gebruikten daarbij ook het vliegveld Vlissingen. Toen de geallieerde luchtaanvallen toenamen werd Vlissingen echter alleen nog als noodlandingsveld en door Flak-eenheden gebruikt. Bij luchtaanvallen op 15 en 19 augustus 1944 raakte het vliegveld zeer zwaar beschadigd en de daarop volgende inundatie in oktober dat jaar zette een groot deel van Walcheren, waaronder het vliegveld, onder water. Het kon hierdoor tot het eind van de oorlog niet meer worden gebruikt.

## Weerstation Vlissingen
In augustus 1947 verhuisde het weerstation Vlissingen naar een nissenhut op het vliegveld. Het voormalige onderkomen op het Eiland was afgebroken door de Duitsers en tijdens de oorlog hadden de weermannen gebruik mogen maken van een ruimte in hotel Britannia en later in Hotel Noordzeeboulevard. De beslissing om het weerstation naar het vliegveld te verhuizen werd ingegeven door de overtuiging dat de binnenlandse luchtvaart in de periode kort na de Tweede Wereldoorlog een sterke groei zou kennen. De verwachting was dat het vliegveld Vlissingen zeker opnieuw in gebruik zou worden genomen en het weerstation sloot hier mooi op aan, zo redeneerde men. Toen bleek dat de stad geen vliegveld meer zou krijgen besloot het KNMI in 1958 om terug te verhuizen naar het Eiland.